# Скрипка Ротшильда (опера)
«Скрипка Ротшильда» — опера в одном действии ленинградского композитора Вениамина Флейшмана по одноимённому рассказу А. П. Чехова. После гибели Флейшмана в 1941 году на подступах к Ленинграду опера была дооркестрована Дмитрием Шостаковичем в 1944 году и впервые исполнена в 1960 году.

## Сюжет
Сюжет оперы близко соответствует рассказу Чехова.
Немолодой гробовщик Яков Матвеевич Иванов по прозвищу Бронза живёт в провинциальном городке. Помимо основного занятия он играет на скрипке в еврейском оркестре Шахкеса. Во время одного из выступлений он ссорится с флейтистом Ротшильдом.
Возвратившись домой, Яков начинает размышлять, что жизнь приносит одни убытки. К убыткам он относит все деньги, какие мог заработать, но по какой-то причине не сумел: полицейский надзиратель уехал лечиться в уездный город, да там и помер — убыток! день прошел, а никто гроб не заказал — убыток! и таким образом в год набегает целая тысяча рублей убытков. 
В это время появляется его жена Марфа. Она заболела и чувствует приближение смерти. Вспоминает прошлое, но Яков ничего не помнит, а думает лишь о том, что гроб надо делать сегодня, потому что впереди праздник, потом воскресенье, а понедельник — день тяжёлый, не до работы.
Приходит Ротшильд и сообщает, что Шакхес просит Якова сыграть на свадьбе, суля большие деньги, но гробовщик его прогоняет. Он снова думает об убытках: вся жизнь людей — сплошной убыток, и только смерть — доход. Значит, нужно умирать.
С опаской возвращается Ротшильд: Шакхес настоятельно просит Якова прийти, заменить его некем. На этот раз Яков не прогоняет еврея, а, поняв, что в могиле скрипка не нужна, дарит её Ротшильду.

## История создания
Вениамин Флейшман поступил в Ленинградскую консерваторию в 1937 году, когда ему было 24 года. Благодаря своему таланту, он стал одним из любимых учеников Дмитрия Шостаковича. В 1939 году в качестве учебной работы Флейшман выбрал создание оперы по рассказу Чехова «Скрипка Ротшильда». Предполагается, что этот сюжет подсказал ученику Шостакович. Первые результаты настолько впечатлили Шостаковича, что он позволил Флейшману полностью посвятить себя этой опере, не отвлекаясь на другие задания.
Либретто оперы было написано совместно Флейшманом и Александром Прейсом, либреттистом, сотрудничавшим с Шостаковичем при создании таких опер, как «Нос» и «Леди Макбет Мценского уезда», однако последний в публикациях обычно не упоминается. К лету 1941 года был написан клавир и сделана частичная оркестровка. Рукопись была передана в Ленинградский Союз композиторов. Шостакович, эвакуировавшийся в Куйбышев, беспокоился об опере и неоднократно пытался получить её. В 1943 году ему это удалось.
В распоряжении композитора оказался клавир и 111 листов незаконченной карандашной партитуры. Впоследствии он утверждал, что не внёс в оперу никакого творческого вклада, однако из пометок в нотах следует, что ему принадлежала не только оркестровка, но и несколько вокальных и хоровых партий. Лирический финал, отсутствовавший в партитуре, был воссоздан Шостаковичем в полном соответствии с замыслом Флейшмана. Опера была закончена 5 февраля 1944 года.

## Исполнения и постановки
После войны «Скрипка Ротшильда» исполнялась на радио. 20 июня 1960 года состоялась премьера в концертном исполнении. В 1965 году был опубликован клавир.
Осуществить сценическую постановку долгое время не удавалось. Только в апреле 1968 года Соломон Волков и его консерваторские товарищи, объединившиеся в «Экспериментальную студию камерной оперы», осуществили первую постановку спектакля на сцене Ленинградской консерватории. Публика приняла оперу с триумфом, но официальная реакция была уничтожающей: оперу обвинили в пропаганде сионизма и запретили к исполнению.
В 1996 году на экраны вышел фильм Le violon de Rothschild режиссёра Эдгардо Козаринского, посвящённый опере и истории её создания.